# Ропська Олександра Дмитрівна
Олекса́ндра Дми́трівна Ро́пська (11 (23) квітня 1897, Ширяєво — 20 квітня 1957) — українська оперна співачка (мецо-сопрано) і педагогиня. Народна артистка УРСР (з 1941 року). 

## Біографія
Народилась 11 (23 квітня) 1897 року в селі Ширяєвому на Воронежчині. В 1919 році закінчила Саратовську консерваторію, сценічну діяльність почала в Полтаві.
Працювала:
- у 1926–1927 роках — в Одеському оперному театрі;
- у 1927–1928 роках — у Харківському оперному театрі;
- у 1928–1957 роках — у Київському оперному театрі.

1944-1955 — викладачка співу в Київській консерваторії. З 1952 — доцентка.
Чоловік — режисер В. Д. Манзій.

Могила Олександри Ропської

Жила в Києві. Померла 20 квітня 1957 року. Похована на Байковому кладовищі Києва.

## Творчість
Головні партії:
- Амнеріс («Аїда» Джузеппе Верді);
- Кармен («Кармен» Жоржа Бізе);
- Ольга («Євгеній Онєгін» Петра Чайковського);
- Любаша («Царева наречена» Миколи Римського-Корсакова),
- Настя («Тарас Бульба» Миколи Лисенка) та інші.